# Geotrupes folwarcznyi
Geotrupes folwarcznyi là một loài bọ cánh cứng trong họ Geotrupidae. Loài này được Cervenka miêu tả khoa học năm 2005.